# Fatty som Køkkenchef
Fatty som Køkkenchef er en amerikansk stumfilm fra 1918 af Roscoe Arbuckle.

## Medvirkende
- Roscoe Arbuckle
- Buster Keaton
- Alice Lake
- Glen Cavender